# The Scorpion King 2: Rise of a Warrior
The Scorpion King 2: Rise of a Warrior är en amerikansk/sydafrikansk/tysk äventyrs-action i regi av Russell Mulcahy från 2008.

## Handling
När den unge Mathayus blir vittne när hans far dödas i den gamla världen så förvandlar hans jakt på hämnd honom till en fruktad krigare.

## Om filmen
Scorpion King 2 började att spelas in den 1 oktober 2007 och är inspelad på olika plaster runt omkring i Sydafrika, bland annat i Kapstaden.

## Rollista (i urval)
- Michael Copon - Mathayus
- Karen David - Layla
- Simon Quarterman - Ari
- Tom Wu - Fong
- Andreas Wisniewski - Pollux
- Randy Couture - Sargon
- Natalie Becker - Astarte
- Jeremy Crutchley - Baldo
- Shane Manie - Jesup
- Chase Agulhas - ung Noah
- Pierre Marais - ung Mathayus
- Abbie Maybanks - ung Layla